# Guaonico
Guaonico es un barrio del municipio de Utuado, Puerto Rico. Según el censo de 2020, tiene una población de 361 habitantes.

## Geografía
Está ubicado en las coordenadas 18°14′15″N 66°44′25″O / 18.23750, -66.74028. Según la Oficina del Censo, Guaonico tiene una superficie total de 14.45 km², que corresponden a tierra firme.

## Demografía
Según el censo de 2020, hay 361 personas residiendo en la zona. La densidad de población es de 24.9 hab./km². El 19.11% de los habitantes son blancos, el 0.28% es afroamericano, el 23.27% son de otras razas y el 57.34% son de una mezcla de razas. Del total de la población, el 99.17% son hispanos o latinos de cualquier raza.